# Hitra
Hitra (fra gammelnorsk Hitr eller Hitrar der betydningen er «splittet» fra fastlandet. En person fra Hitra kaldes hitterværing) er en ø og en kommune i Sør-Trøndelag fylke i Norge. Den ligger syd for indløbet til Trondheimsfjorden. Mod nord ligger øen og kommunen Frøya, i øst Ørland og Agdenes, i syd på fastlandet ligger Snillfjord, Hemne og Aure, mens Smøla ligger mod vest. Havområdet som skiller Hitra fra Frøya hedder Frøyfjorden, Trondheimsleia skiller Hitra fra fastlandet og Ramsøyfjorden skiller Smøla fra Hitra.
En del af den nu nedlagte Snillfjord kommune (Sundan/Hemnskjela) blev i forbindelse med regeringen Solbergs kommunereform lagt til Hitra. Den nye del af kommunen ligger delvis på fastlandet, og omfatter omkring 300 indbyggere.

## Geografi
Øen Hitra er Norges syvende største (ekskl. Svalbard) og den største syd for Lofoten. Øyens landareal er 571,5 km², mens kommunens areal er 680 km². Højeste punkt er Mørkdalstuva, 345 moh. og ligger på vestsiden af øen. Topografi, vegetation og dyreliv er varieret. Langs kysten mod syd, vest og nord er naturen præget af vejrbidt kystklima med nøgne lyngheder. I det indre af øen findes fyrreskov, fjeldterræn og store moseområder med rigt fugleliv. Havmyran naturreservat blev fredet som naturreservat i 1982 og dækker vel 40 km² urørt mose- og hedelandskab på det indre af øen.
Hitra har omkring 7.000 søer og moser og mange har fiskbare bestande af ørred og fjeldørred. Øen har også en af Nordeuropas største hjorte-stammer (den med højest individtæthet), og grundejerne har helt siden 1800-tallet haft gode ekstraindtægter af jagtrettighederne. Mellem 600 og 800 hjorte skydes hvert år. Dertil findes mindre bestande af rådyr og elg.
Hitra kommune består af 2.500 øer, holme og skær, men de fleste er ubeboet. De største øer rundt om Hitra med vejforbindelse til hovedøen har en betydelig befolkning. Fjellværsøya er den største og fik vejforbindelse som erstattede færge til Fillan på fast-Hitra i 1992 da Fjellværøybrua som en del af Fastlandsforbindelsen blev åbnet, Dolmøya i nord fik vejforbindelse i 1961 og færgeforbindelse til Frøya. Helgebostad i Strømfjorden, som på sydsiden bare er skilt fra fast-Hitra med nogle få meter, fik først bro i 1983. Øgruppen Bispøyan nordvest for Kvenvær og flere mindre øer blev fraflyttet i perioden etter 1960-tallet.

### Bygder på Hitra
Kommunens største by er Fillan, kommunecenteret i den tidligere kommune med samme navn, og som i hovedsagen har fået sin vækst som følge af kommunesammenlægningen i 1964.
Blandt de øvrige største byer er Hestvika og Sandstad på Innhitra, Kvenvær og Forsnes i syd og vest, Dolmøya i nord og Fillan, Ansnes, Fjellvær og Knarrlagsund nord-vest.
Havet var bygdernes forbindelsesåre frem til udbygningen af landforbindelser, særlig ved forlængelsen af Rigsvej 714 fra Orkanger til Hitra og Frøya sent i 1960'erne. Den første bilfærgeforbindelse til Hitra gik fra Tustna nord for Kristiansund til Forsnes. I 1964 blev der etableret færgeforbindelse til Sandstad fra Storoddan ved Kyrksæterøra. Færgeforbindelsen til Sandstad blev senere omlagt til Sunde i Snillfjord efter åbningen af Rigsvej 714.

## Kommunen
Hitra formandskabsdistrikt omfattede ved oprettelsen i 1837 også Frøya. Frøya blev fradelt som selvstændig kommune med 3.949 indbyggere den 1. januar 1877, mens Hitra havde 4.482 indbyggere.
Fillan med 2.241 indbyggere blev skilt fra Hitra den 1. januar 1886. Sandstad blev senere skilt ud fra Fillan som egen kommune 1. juli 1914 med 947 indbyggere. Kvenvær med 1.157 indbyggere blev skilt ud fra Hitra kommune 1. januar 1913. Den tilbageværende Hitra havde efter fradelingen 1.439 indbyggere og fortsatte som selvstændig kommune, men med øens navn.
Nutidens kommune blev etableret ved kommunesammenlægningen 1. januar 1964, hvor de tidligere kommuner Hitra, Fillan, Sandstad og Kvenvær kommuner etablerede den nye Hitra kommune. Den nye storkommunen fik et indbyggertal på 4.611 og byen Fillan blev valgt som nyt kommunecenter hvor der blev bygget kommuneadministration, børne-, ungdoms- og centralskole og svømmehal.

### Politik
Etter kommunesammenlægningen i 1964 har Hitra i stor grad vært en borgerlig styret kommune. Kun i to perioder har Ap haft ordførerhværvet, og da i samarbejde med traditionelt borgerlige partier.

## Kultur

### Festivaler
Hopsjødagene
og Bussekall festival`n

### Tusenårssted
Kommunens tusenårsted er Kystmuseet.

### Kirkerne
Hitra er kendt som øen med de syv kirker; den ældste er Dolm kirke (oprindelig en middelalderkirke, den nuværende fra 1920), derefter kommer den ældste trækirke Forsnes kapel (fra 1763). Videre Fillan kirke (fra 1789), Sandstad kirke (fra 1888), Nordbotn kapel (fra 1900), Kvenvær kirke (fra 1909) og Hitra kirke (fra 1927).

### Seværdigheder
- Dolm kirke
- Dolmen by
- Havmyran
- Kystmuseet
- Hopsjøbrygga

## Erhvervsliv
Fra gammel tid var fiskeri det vigtigste erhverv på Hitra. Kombinationsbrug med småbrug og fiskeri var den almindelige levemåde. Fra slutningen af 1500-tallet havde Hitra desuden stor savværksdrift, hvilket førte til at øen først på 1700-tallet nærmest var afskovet. Skoven er senere vokset op igen. Mellem 1925 og 1960 var Hestnes hvalstation en vigtig virksomhed i kommunen.
I dag er havbrug, fiskeforædling og turisme vigtige erhverv. I efteråret 2004 blev Norges til da største vindmøllepark, Hitra Vindpark på Elsfjellet, sat i drift. Parken har 24 vindmøller hver med 2,3 MW installeret effekt og har en gennemsnitlig årsproduktion på 150 GWh.

## Befolkningsudviklingen (1769-2006)
| 1769: 1 358 | 1875: 3 769 | 1950: 5 382 |
| 1801: 1 931 | 1890: 4 973 | 1960: 5 116 |
| 1815: 2 007 | 1900: 4 880 | 1970: 4 537 |
| 1835: 2 176 | 1910: 5 086 | 1980: 4 378 |
| 1845: 2 445 | 1920: 5 039 | 1990: 4 297 |
| 1855: 2 915 | 1930: 5 275 | 2001: 4 066 |
| 1865: 3 215 | 1946: 5 376 | 2006: 4 021 |

### Hitraaksjonen
I 1975 stillede bønderne på Hitra sig i spidsen for en landsomfattende aktion for at bedre landbrugets kår i Norge. Den bliver kaldt «Hitraaksjonen», og den har for altid markeret Hitra i norsk næringslivs historie. Aktionen fik skabt et nyt system for at sikre bøndernes indtægtsudvikling .